# Locnville
Locnville ist ein aus Südafrika stammendes Electro-/Hip-Hop-Duo aus Kapstadt, bestehend aus den 1990 in New York geborenen und in der Heimat ihres Vaters Südafrika aufgewachsenen Zwillingen Andrew und Brian Chaplin. Ihr Großvater war ein Cousin des Komikers und Regisseurs Charlie Chaplin.

## Leben und Karriere

### 1990–98: Die frühen Jahre
Andrew und Brian Chaplin wurden am 14. Mai 1990 in New York geboren. Im Alter von zwei Jahren zogen sie zurück nach Kapstadt, Südafrika, wo sie gemeinsam mit ihren Eltern bis zu deren Scheidung im Jahr 1997 lebten. Nachdem die Zwillinge abwechselnd bei ihrer Mutter und ihrem Vater gelebt hatten, zogen sie 2001 mit ihrer Mutter in die USA, 2003 jedoch wieder zurück nach Südafrika, um bei ihrem Vater zu leben. Bereits im Alter von sechs Jahren, als Andrew und Brian ihre ersten Gitarren bekamen, entdeckten die beiden ihr Interesse für Musik. Sie veröffentlichten im Alter von acht Jahren ihre erste Single „Amnesia“.

### 2006–2009: “III”
Bereits in jungen Jahren traten Andrew und Brian bei einigen Veranstaltungen in und um Kapstadt herum auf, und es dauerte nicht lange, bis die beiden von einem südafrikanischen Plattenproduzenten, Gabi Le Roux entdeckt wurde. Dieser stellte sie dem ebenfalls in Kapstadt lebenden Musiker Given Phike vor. Kurz darauf entstand das Trio „III“ (Three).
Am 27. August 2007, veröffentlichte III ein Album auf einer südafrikanischen sozialen Netzwerk Application für Handys namens „Mxit“. Das Album wurde über 500.000 mal in Südafrika verkauft und mit Doppel-Platin für Downloads ausgezeichnet. Die Gruppe trennte sich, und kurz darauf gründeten Andrew und Brian Chaplin die Band „Locnville“.

### Sun in My Pocket (2010)
Nach drei Monaten Produktion von Deon Phyfer wurde das Debütalbum „Sun in My Pocket“ 2009 ursprünglich auf einer Download-Plattform für Musik unter dem Namen „Retro Electro“ veröffentlicht. Als CD wurde das Album erst im Februar 2010 in Südafrika veröffentlicht, nachdem es in England von Wez Clarke (Ministry of Sound, Hed Kandi) erneut produziert worden war.
Locnville wurden im Januar 2010 als „buzz act“ bei the Midem International Music Conference in Cannes befunden; dies führte zum Interesse verschiedener internationaler Plattenfirmen. 2010 erhielten Locnville einen Vertrag bei Sony Music International.
Im September 2010 tourten das Duo durch Europa. Die Single Sun in My Pocket ist auch bei FIFA 11 enthalten.

### Running to Midnight (2011)
Am 1. Juli 2011 wurde Locnvilles zweites Studioalbum namens „Running To Midnight“ veröffentlicht. Das Album wurde innerhalb von neun Monaten geschrieben und aufgenommen, teils in Kapstadt, teils in den USA und auch während der Sun In My Pocket Tour in Europa. In einem Interview sagte einer der Zwillinge, Andrew, dass das neue Album „viel zutreffender auf die Lage, in der wir uns jetzt befinden“ ist. Der andere Zwilling, Brian, fügte hinzu, dass das Album „nicht das bisherige Album“ ist, also einen neuen Sound mit sich bringe.

### Villey Clothing (2011)
Im Januar 2011 entwarfen Andrew und Brian einige T-Shirts, Tops und Caps für ihre Fans.

## Auszeichnungen
Ihre erste Single „Sun in My Pocket“ wurde mit einer Goldenen Schallplatte ausgezeichnet. Zudem erhielt die Band für diesen Titel am 28. Februar 2010 in Johannesburg den MK-Award für den besten Newcomer des afrikanischen Musiek Kanaal. Am 21. Mai 2011 erhielten sie außerdem bei den South African Music Awards die Auszeichnung für „Newcomer of the Year“ und „Best Selling Album“, ebenfalls für das Album Sun in My Pocket.

## Diskografie

### Alben
- 2010: Sun in My Pocket
- 2011: Running To Midnight
- 2016: Taste the Weekend
- 2021: The Burn Box

### Singles
- 2010: Sun in My Pocket
- 2010: There
- 2010: 6 Second Poison
- 2011: Stars Above You
- 2011: Staring At The World Outside (feat. Natasha Meister)
- 2012: Balling

## Auszeichnungen für Musikverkäufe
| Goldene Schallplatte - Südafrika - 2018: für die Single Cold Shoulder |

| Land/RegionAuszeichnungen für Musikverkäufe (Land/Region, Auszeichnungen, Verkäufe, Quellen) | Gold  | Platin | Verkäufe | Quellen     |
| -------------------------------------------------------------------------------------------- | ----- | ------ | -------- | ----------- |
| Südafrika (RISA)                                                                             | Gold1 | —      | 10.000   | risa.org.za |
| Insgesamt                                                                                    | Gold1 | —      |          |             |